# Casearia lopeziana
Casearia lopeziana är en videväxtart som beskrevs av H.O. Sleum.. Casearia lopeziana ingår i släktet Casearia och familjen videväxter. Inga underarter finns listade i Catalogue of Life.